# Lobo Solitário
Lobo Solitário (子連れ狼, Kozure Ōkami) é uma série de mangá criada pelo autor Kazuo Koike e pelo ilustrador Goseki Kojima. Publicada pela primeira vez em 1970, a história foi adaptada em seis filmes estrelados por Tomisaburo Wakayama, quatro peças de teatro, uma série de televisão estrelado por Kinnosuke Yorozuya e é amplamente reconhecido como um trabalho importante e influente.
Lobo Solitário narra a história de Ogami Ittō, o carrasco do Shogun que usa uma espada de batalha dōtanuki. Desonrado por falsas acusações do clã Yagyū, ele é forçado a tomar o caminho do assassino. Junto com seu filho de três anos de idade, Daigorō, eles procuram vingança sobre o clã Yagyū.

## História
As histórias de Lobo Solitário se passam no Período Edo da história do Japão. Os personagens principais são Itto Ogami, ex-executor do xogum e seu filho Daigoro (大五郎).
Os membros do clã Ogami eram destinados a se tornar os executores (kaishakunin), a única autoridade com permissão para matar um daimyo (senhor Feudal).  Mas a família Yagyu arquitetou uma farsa para que Itto fosse acusado de traição e condenado ao seppuku: executou todo o clã Ogami, exceto Itto e seu filho Daigoro, então recém-nascido; escondeu em seu templo pessoal uma tábua funerária com o símbolo do shogunato; e preparou uma falsa confissão zankanjo dizendo onde o objeto estaria escondido. Uma confissão zankanjo era uma declaração de culpa assinada com o sangue de um samurai que se matava em seguida. Se o plano tivesse funcionado, o executor seria condenado, cometeria suicídio e deixaria seu posto vago. O clã Yagyu—que já tinha a função de assassinos secretos do shogun—passariam a ser também os kaishakunin. Eles já controlavam os shinobi Kurokuwa, a terceira polícia política do shogun.
Itto não se matou e escolheu trilhar a estrada do assassino (Meifumado). Na tentativa de impedir que Itto escapasse à sentença, o líder dos Yagyu propôs-lhe um duelo. (O simples assassinato do Ogami consistiria de um crime, porque ele ainda carregava a Rosa-malva, um emblema oficial do shogunato). Num duelo de apenas um golpe, Itto matou seu oponente, demonstrando sua excepcional habilidade, mesmo em situações desvantajosas: Itto lutou carregando o filho nas costas e com a luz do sol incidindo em seu rosto. Esta frase de um dos Yagyu descreve bem a dificuldade que Itto enfrentou no duelo:
Kurato luta com o sol poente nas costas… e Ogami está com o filho nas dele[…]Nenhum dos dois luta sozinho, mas o desfecho está claro!
Após a recusa ao suicídio, Itto Ogami passa a andar pelo Japão como um assassino de aluguel, sendo contratado geralmente para matar alvos difíceis e pessoas influentes.

## Personagens

### Itto Ogami
É o protagonista da série. Provavelmente o maior espadachim do Japão, ele conhece uma enorme gama de estilos, inclusive o estilo Suio Ryu próprio dos executores.
As habilidades do Lobo Solitário não se resumem ao manejo da espada, entretanto. Ele é um grande conhecedor de estratégia militar, do cenário político do Japão e do modo de pensar de seus conterrâneos. Nada o surpreende, que parece conhecer plenamente os planos de seus inimigos antes que se concretizem. Curiosamente, essa sua infalibilidade e quase onisciência lembram o personagem Sherlock Holmes, que também quase nunca deixa de prever um movimento de seus adversários.

### Daigoro Ogami
O filho de Itto, é uma criança prodígio. Aparenta não ter mais de quatro anos, mas foi educado na ética inflexível do pai. Quando Itto decidiu tornar-se um assassino, ele era apenas um bebê.
"Um pai conhece o coração do filho, como só o filho conhece o do pai. Um estranho não entenderia."
Por outro lado, Daigoro está longe de ser indefeso. Ele já chegou a ferir adultos, embora derrotado em seguida e até mesmo a matar. Além disso ele segue os preceitos do bushido da mesma forma que o pai, como não demonstrar medo, por exemplo. Mesmo nessa batalha em que foi derrotado por um adulto, seu adversário se espantou com a postura tão madura que o menino tomou com a espada. (Ele ergueu a espada para um golpe apropriado para derrubar o cavalo do inimigo. A atitude se mostra lógica se comparamos a diferença de estatura entre um homem montado e um homem a pé com a entre uma criança e um adulto.). Doutra feita, para enfrentar garotos que o haviam espancado enquanto Itto se encontrava com tétano, Daigoro não hesitou e sacou a Dotanuki de seu pai, para reparar a ofensa, sendo parado (Não sem um pouco de dificuldade) por um samurai.

### Retsudô Yagyu
Chefe do clã Yagyu, está por trás de toda a trama que levou Ogami ao meifumadô. Ele estará por trás dos atos dos Yagyu e coordenará ao longo de toda a trama os mais complexos ardis contra Itto e seu filho. Seu espírito samurai revela uma profunda contradição entre sua ambição e os códigos que abraça.

## Publicação no Brasil
No Brasil, a saga do Lobo Solitário começou a ser publicada em 1988, um ano depois do lançamento nos Estados Unidos, trazida pela editora Cedibra (em nove edições, todas em formato americano). Em 1990, a editora Nova Sampa começou a publicar o título. Porém, em 1993, a publicação foi interrompida.
Mas no ano de 2005 a publicação foi retomada, desta vez pela Editora Panini, após um longo processo de aprovação.
Além de Lobo Solitário, Kazuo Koike e Goseki Kojima criaram os mangás Kubikiri Asa (Samurai Executor), em 10 Volumes (1972-1976), e Hanzo no Mon (O Caminho do Assassino), em 15 Volumes (1978-1984), sendo que o primeiro foi publicado no Brasil pela Panini, e o segundo ainda é inédito no Brasil. Ambos são igualmente inspirados nos samurais do Período Edo.
Lady Snowblood (Yuki), escrito por Kazuo Koike, foi publicado no Brasil pela Conrad Editora.
O Editor-chefe da Panini, Levi Trindade, confirmou no Festival Guia dos Quadrinhos, realizado em 10 de abril de 2016, que Lobo Solitário será republicado ainda em 2016, com formato semelhante ao título Vagabond.
Atualmente(2017) ele está sendo republicado pela Editora Panini, seguindo o formato original com papel de boa qualidade.

## Sequências
Em 2002, uma versão "reinventada" da história, Lone Wolf 2100, foi criada pelo escritor Mike Kennedy e o desenhista Francisco Ruiz Velasco com a participação indireta de Koike. A história se passava em um futuro pós-apocalíptico com várias diferenças, como um filhote fêmea e um e um cenário mais global: Daisy Ogami é  filha de um renomado cientista e Itto, seu androide guarda-costas.

Transcorridas três décadas do fim do épico original, a saga dos Ogami teve sua primeira continuação no Japão. Com o título de Shin Kozure Ōkami, a nova série tem início no momento exato onde a original termina, escrita por Kazuo Koike e ilustrada por Hideki Mori. Os 11 volumes da publicação foram licenciados pela editora Dark Horse Comics, que publicou com o título The New Lone Wolf and Cub.

## Adaptações
Filmes
Um total de seis filmes baseados no mangá, estrelados por Tomisaburo Wakayama como Itto Ogami e Tomikawa Akihiro como Daigoro, foram produzidos entre 1972 e 1974. Em 1980, foi lançado nos Estados Unidos e no Reino Unido, Shogun Assassin, que combinava cenas dos dois primeiros filmes. Em 2012, Justin Lin foi anunciado como diretor em uma versão americana de Lobo Solitário.
- Kozure Ōkami: Sono Chiisaki Te ni (1993), estrelado por Masakazu Tamura como Itto Ogami.

Televisão
Duas séries de televisão baseadas no mangá foram produzidas: uma em 1973, estrelada por Kinnosuke Yorozuya como Itto Ogami, que chegou a ser exibida no Brasil pela TVS com o título de O Samurai Fugitivo e outra em 2002, estrelada por Kinya Kitaoji como Itto Ogami e  Tsubasa Kobayashi como Daigoro. No episódio 12 de Abaranger, os protagonistas encontram Itto e Daigoro rapidamente quando são jogados de volta à Era Edo. Em um episódio de Samurai Jack, o então jovem samurai presencia uma luta entre Itto e matadores de aluguel.
Vídeo games
Em 1987, a produtora Nichibutsu lançou somente para o mercado japonês, um beat 'em up baseado na série chamado Kozure Ōkami.